# Ermitaños de la Bienaventurada Virgen María del Monte Carmelo
Los Ermitaños de la Bienaventurada Virgen María del Monte Carmelo (o Carmelitas Ermitaños) son una rama de la Orden de los Carmelitas que se originó con los monjes ermitaños que, desde el siglo XIII, se convirtieron en la mayor parte en frailes mendicantes. Sin embargo, los Carmelitas Ermitaños de la rama masculina de la Orden de los Carmelitas no se consideran como los frailes carmelitas de la vida activa y apostólica. En la actualidad, los Carmelitas Ermitaños son comunidades separadas, hombres y mujeres que viven una vida de clausura, inspirados por la vida monástica antigua Carmelita, bajo la autoridad del Prior General de la Orden Carmelita de la Antigua Observancia (O. Carm.).
Nuestra Señora del Monte Carmelo es la patrona principal de este tipo de comunidades carmelitas. Esta rama se basa, por regla general, el primitivo carisma carmelitano de la Antigua Observancia, aún compartiendo la riqueza espiritual de la rama reformada de Santa Teresa de Jesús y San Juan de la Cruz.

## Comunidades de Carmelitas Ermitaños bajo la autoridad del Prior General (O. Carm.)

### Comunidades de hombres (monjes o hermanos)

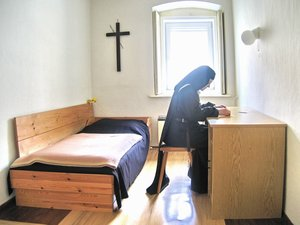
Una religiosa carmelita en su celda.

- Carmelitas Ermitaños de la Santísima Virgen María del Monte Carmelo – Christoval, Texas (U.S.A.)
- Carmelitas Ermitaños de la Santísima Virgen María – Lake Elmo, Minnesota (U.S.A.)
- Carmelitas Ermitaños del Monasterio de Santo Elías – Atibaia, San Pablo (Brasil)
- Monasterio de San José de las Batuecas – Valle de Las Batuecas, Salamanca (España)
- Monasterio de San José de Rigada – Hoz de Anero, Cantabria (España)
- Carmelitas Ermitaños del Desierto de Santa María de Belén – Albaida, Córdoba (España)
- Monasterio de Santa María de los Arenales y San José – Hornachuelos, Córdoba (España)

### Comunidades de mujeres (monjas o hermanas)
- Ermitañas de Nuestra Señora del Monte Carmelo Archivado el 16 de julio de 2011 en Wayback Machine. – Chester, New Jersey (U.S.A.)
- Carmelitas Ermitañas de la Trinidad – Milwaukee, Wisconsin (U.S.A.)
- Carmelitas Ermitañas de Santa María de los Ángeles Archivado el 6 de octubre de 2013 en Wayback Machine. – San Martino alla Palma (Italia)
- Carmelitas Ermitañas de Monteluro – Monteluro (Itália)
- Carmelitas Ermitañas de Villefranche-de-Rouergue – Villefranche-de-Rouergue, Aveyron (Francia)
- Carmelitas Ermitañas del Monasterio de Santa María – Atibaia, San Pablo (Brasil)